# Espinas y aguijones (Botánica)
Una espina caulinar (thorn en inglés) es una estructura punzante que es un tallo modificado (a diferencia de una espina foliar, spine en inglés, una estructura punzante con tejido vascular cuyo origen es una hoja o parte de la hoja, y del aguijón, prickle en inglés, una expansión punzante sin tejido vascular de la epidermis y tejido subyacente en cualquier parte de la planta). Sólo las espinas caulinares pueden ser ramificadas. Las espinas caulinares pueden tener al menos al principio de su desarrollo una hoja debajo de ellas, lo que evidencia su origen axilar. Las espinas foliares pueden tener una yema en su axila.

Espinas caulinares
Espinas caulinares (una señalada). En amarillo claro el tallo y los vástagos transformados en espinas, en verde las hojas.
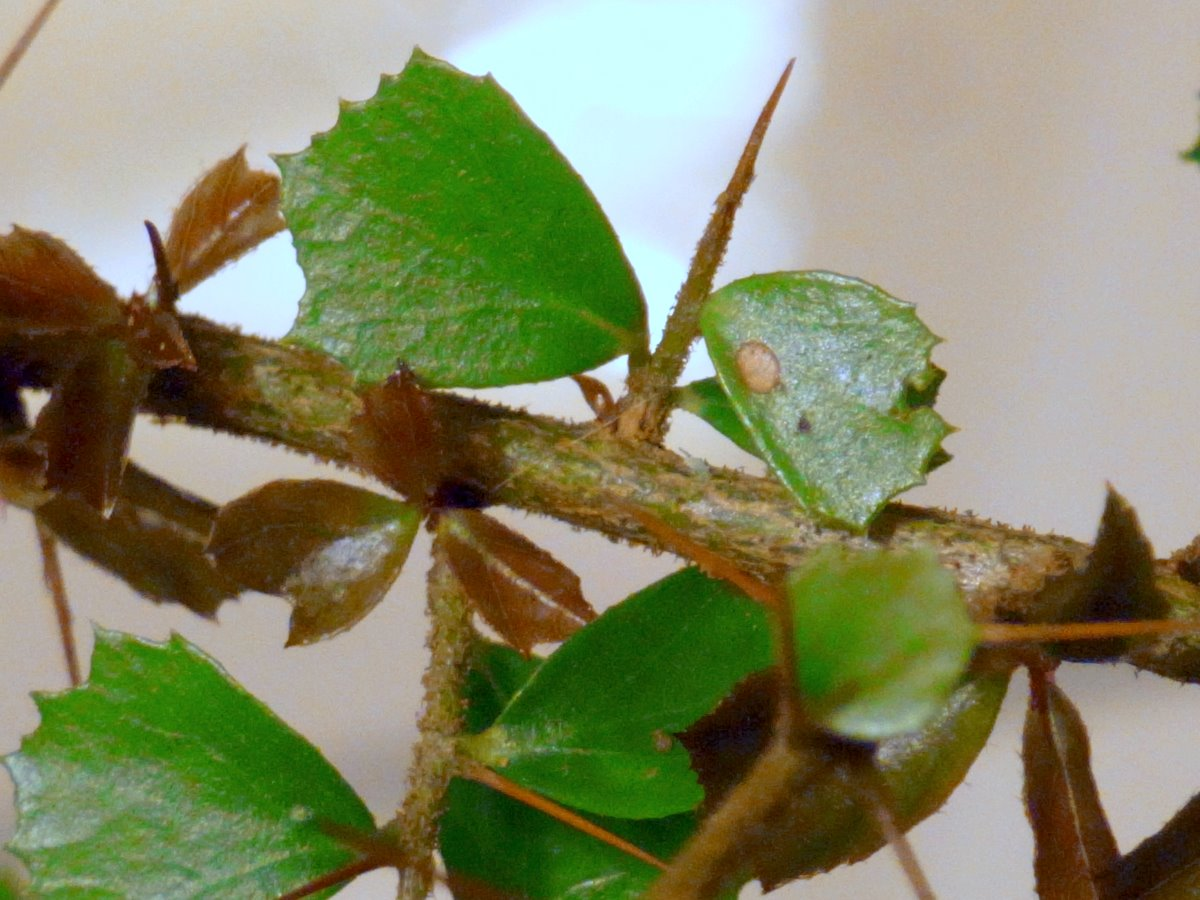
Espina caulinar en Pittosporum multiflorum.
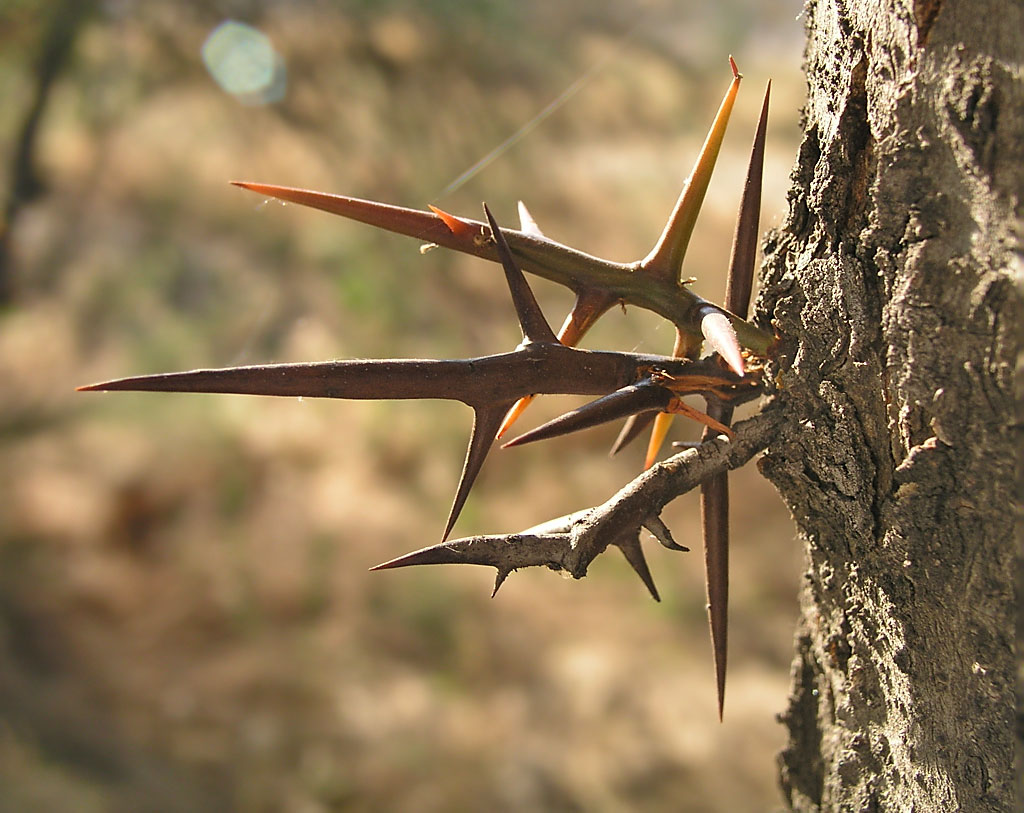
Espinas caulinares ramificadas en Gleditschia triacanthos.

Espinas foliares
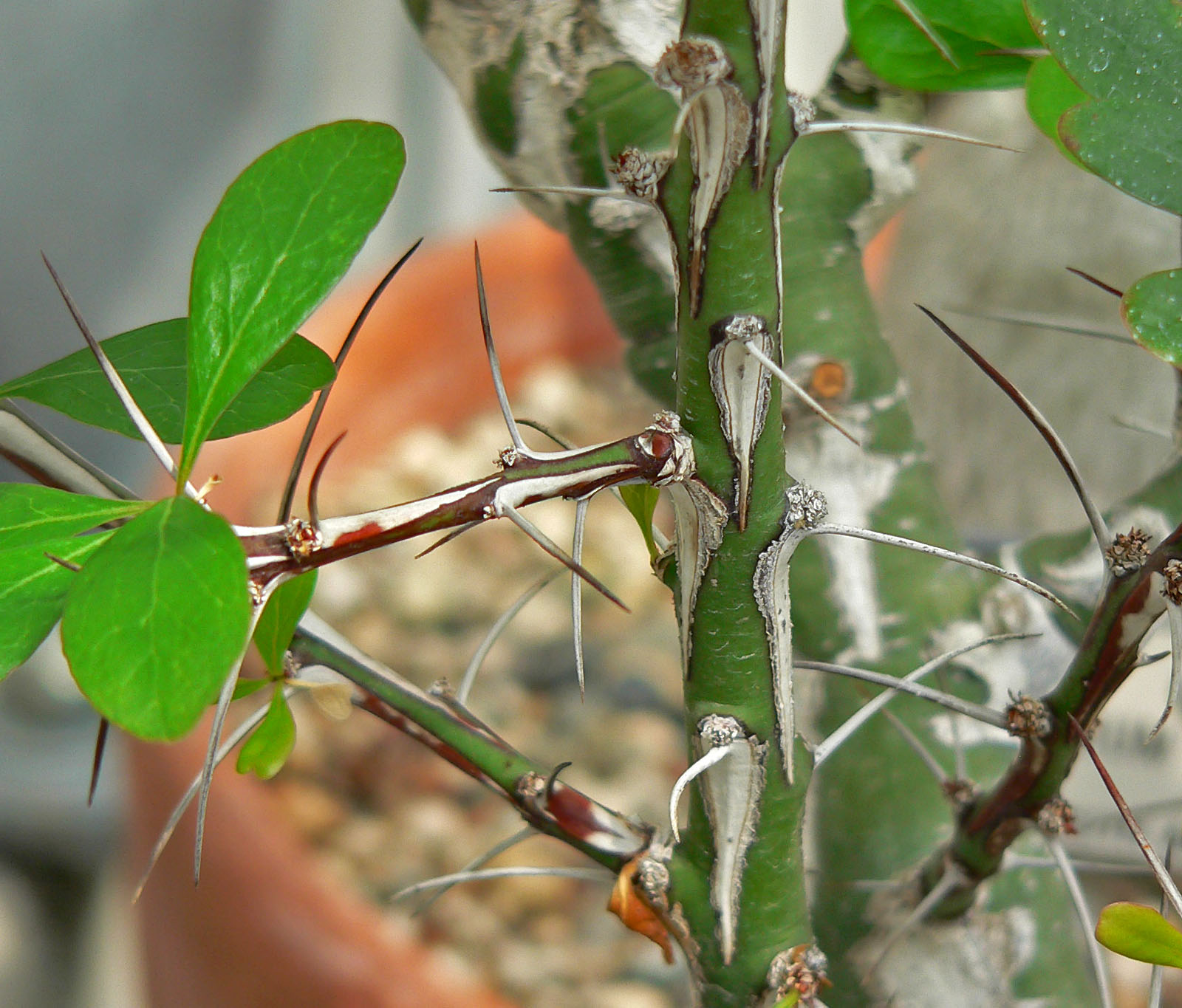
En la axila de las espinas de Fouquieria fasciculata se observan yemas o ramificaciones que evidencian su origen foliar (en este caso peciolar).
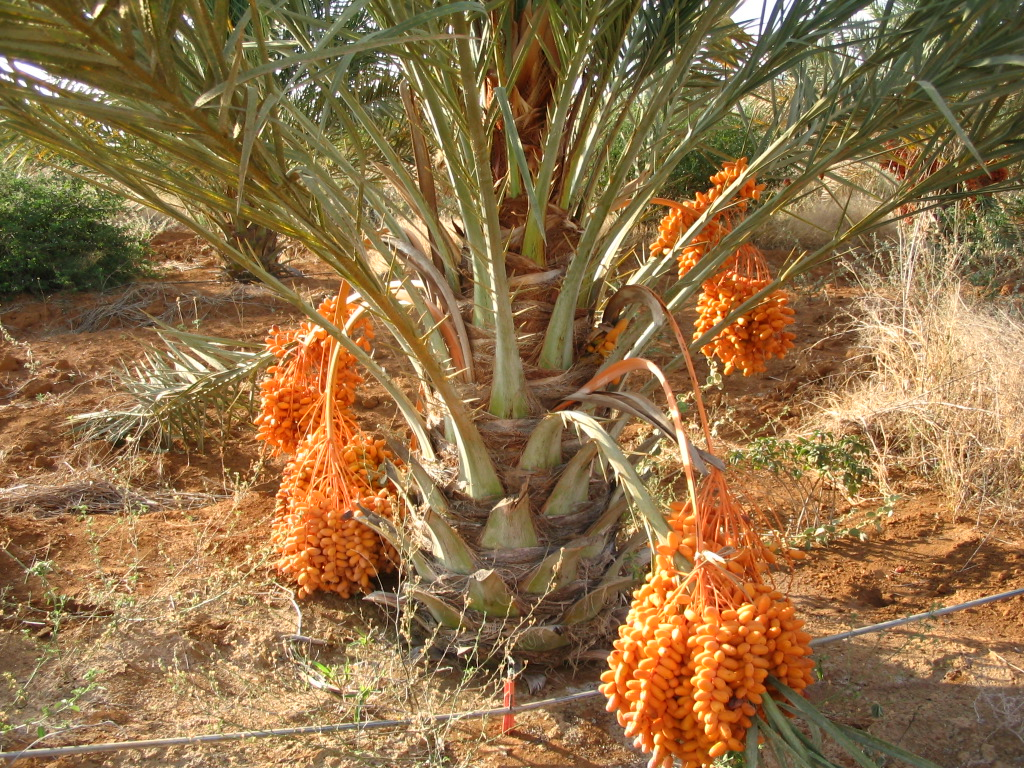
Los primeros folíolos de la hoja compuesta de la palmera datilera (Phoenix dactylifera) están modificados en espinas.
Las espinas foliares de las euforbiáceas son derivadas de las 2 estípulas, por eso aparecen de a pares. En la foto Euphorbia antiquorum, una euforbiácea típicamente de tallo suculento.
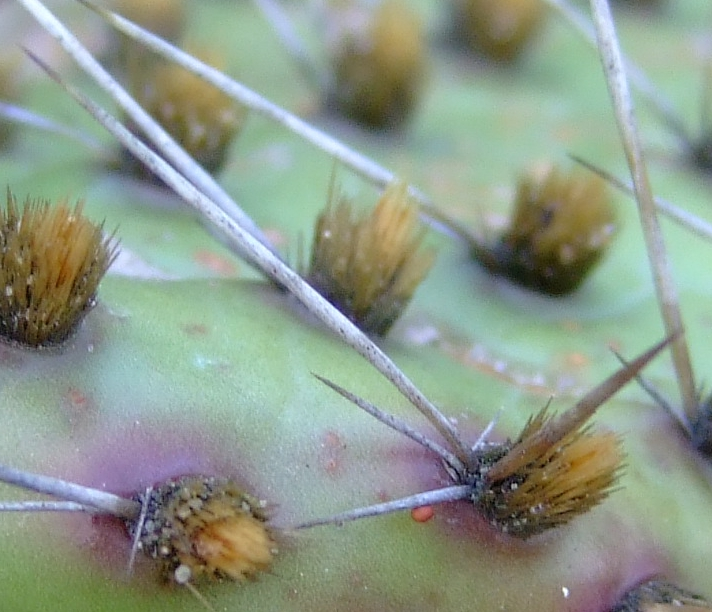
Las espinas de los cactos son foliares, algunos como Opuntia poseen además un segundo morfo de espinas foliares llamado gloquidio (en la foto los delgados y cortos, como una barba).

La corteza (aspecto externo leñoso de un eje) puede estar "armada" de espinas o aguijones, si no, es "inerme" (comparar con "lisa" en Terminología descriptiva de las plantas#Corteza)

Tallos armados
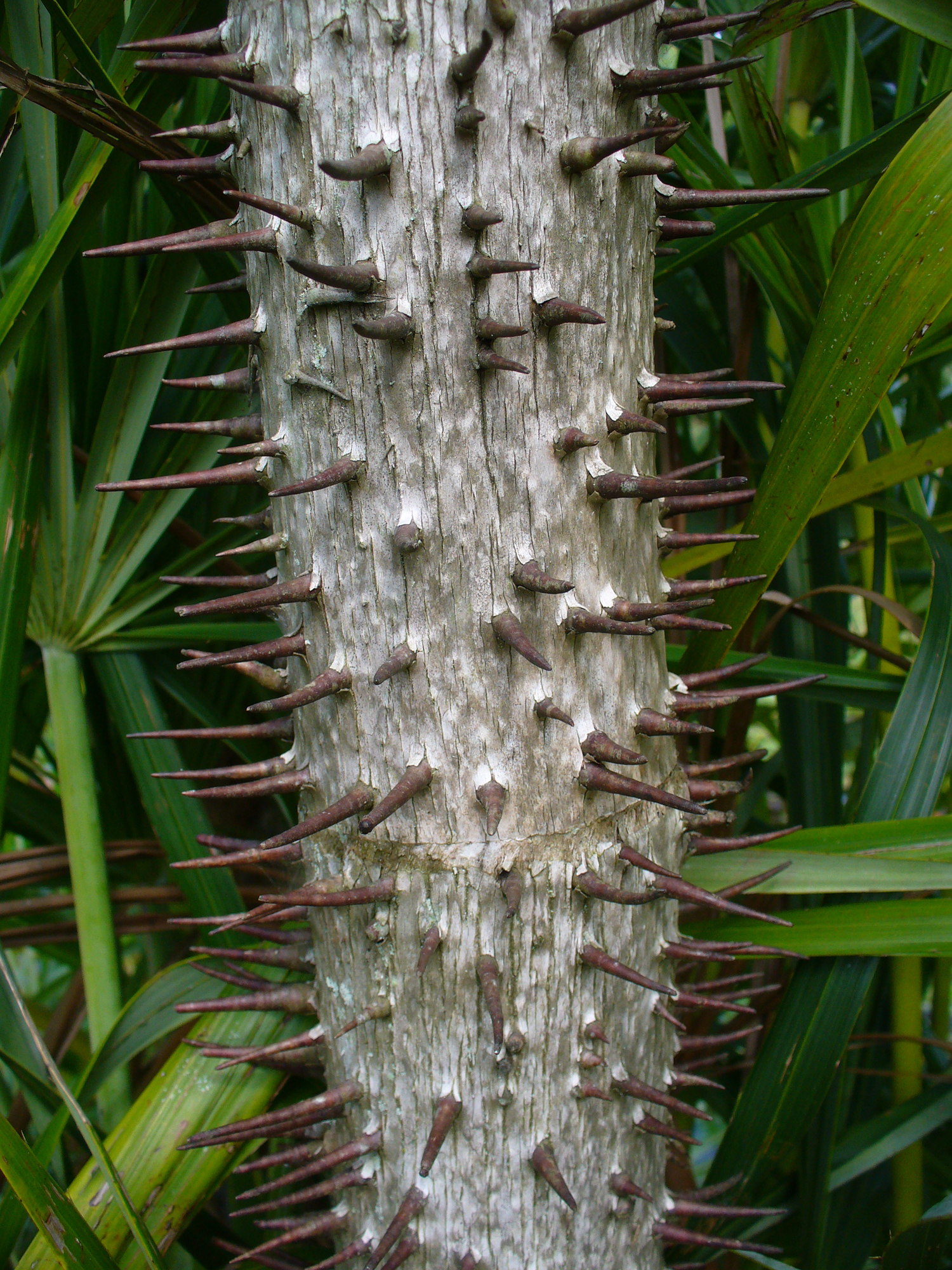
Mauritiella armata (Arecaceae), tallo armado de espinas.
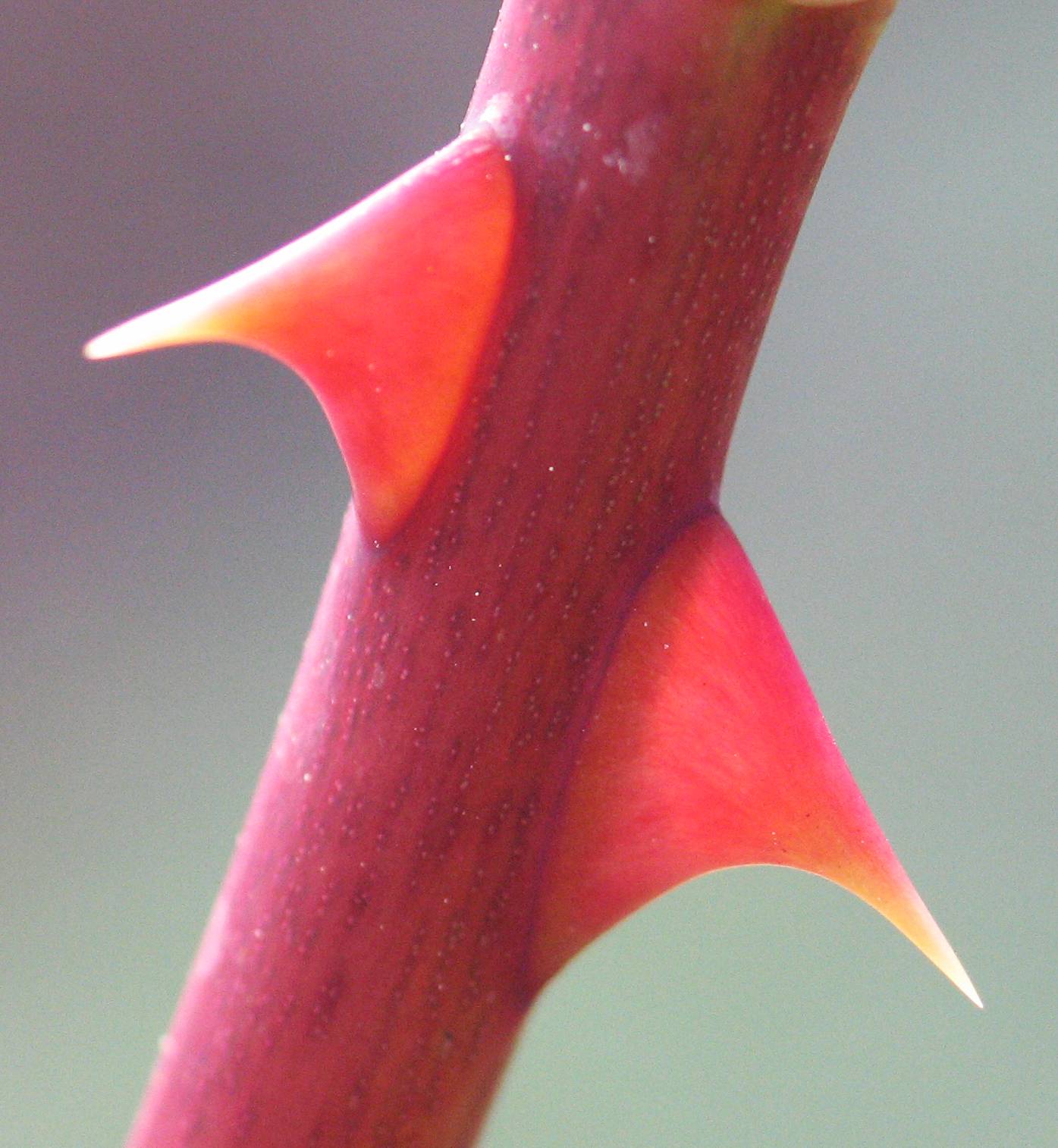
El rosal (Rosa sp.) está armado de aguijones, en la imagen son aguijones jóvenes de los que se ve que no poseen tejido vascular por transparencia.